# Haimón (syn Thoanta)
Haimón (starořecky Αἵμων – Haimón, latinsky Haemon) je v řecké mytologii syn aitólského krále Thoanta.
Haimón, syn Thoanta, byl otcem Oxyla (podle jiné verze byl Oxylův otec Andraimón), jehož Dórové za podporu při dobývání Peloponésu zvolili za krále Élidy, úrodné země na severozápadě Peloponésu. Jakmile jeho syn převzal v Elida královské žezlo, uspořádal v Olympii hry, které tam kdysi založil Herakles (nebo Pelops) a znovu je vrátil do povědomí lidí.